# Strassenverkehrsgesetz
Das Strassenverkehrsgesetz, kurz SVG (französisch Loi fédérale sur la circulation routière, italienisch Legge federale sulla circolazione stradale, rätoromanisch Lescha davart il traffic sin via) geht auf die Fassung vom 19. Dezember 1958 zurück. Es trat am 1. Oktober 1959 in Kraft. 
Die Kantone hatten in interkantonalen Konkordaten vom 13. Juni 1904, 7. April 1914 und 29. Dezember 1921 den Motorfahrzeug- und Fahrradverkehr harmonisiert. Per 1925 waren alle Kantone mit Ausnahme von Obwalden, Nidwalden, Glarus, Zug und Graubünden dem Konkordat beigetreten. 1932 wurde der Strassenverkehr Bundessache und das Bundesgesetz über den Motorfahrzeug- und Fahrradverkehr wurde eingeführt. Es hob die Konkordate auf und widersprüchliche kantonale Bestimmungen wurden unwirksam.
Auf 1959 wurde das Strassenverkehrsrecht auf Grund der Zunahme der Verkehrsdichte und der zunehmenden Mobilität umfassend neu geregelt, daraus entstand das heute gültige Strassenverkehrsgesetz.